# Kofun d'Abuyama
Le kofun d'Abuyama (阿武山古墳) est un kofun situé à Takatsuki, dans la préfecture d'Osaka. C'est un site historique national du Japon. En 1934, on y a exhumé des restes humains. Une théorie les associe à Fujiwara no Kamatari.

## Historique
Le kofun a été découvert par hasard pendant la construction d'un institut d'observation des tremblements de terre de l'université de Kyoto en 1934.
À la suite du scoop de l'Osaka Asahi shinbun, paru sous le titre « La tombe du noble », plus de 20 000 personnes sont venues visiter le champ de fouilles. Il y eut à l'époque une forte controverse sur l'identité de la personne enterrée.

## Description
Le kofun d'Abuyama est situé sur la colline d'Abuyama (altitude : 281 m). Il a un diamètre de 82 m. Il n'y avait pas de tumulus comme celui qu'on trouve d'habitude sur ce type de tombes. Une zone de tombe circulaire s'entrevoyait dans des rainures peu profondes. La tombe était située juste sous le niveau du sol.
À l'intérieur du cercueil, on a trouvé des traces de laque rouge et de laque noire. Le cercueil contenait les restes d'un homme d'environ 60 ans, la chair, les cheveux et les textiles en bon état de conservation. On a aussi découvert beaucoup de perles de verre et de fils d'or.

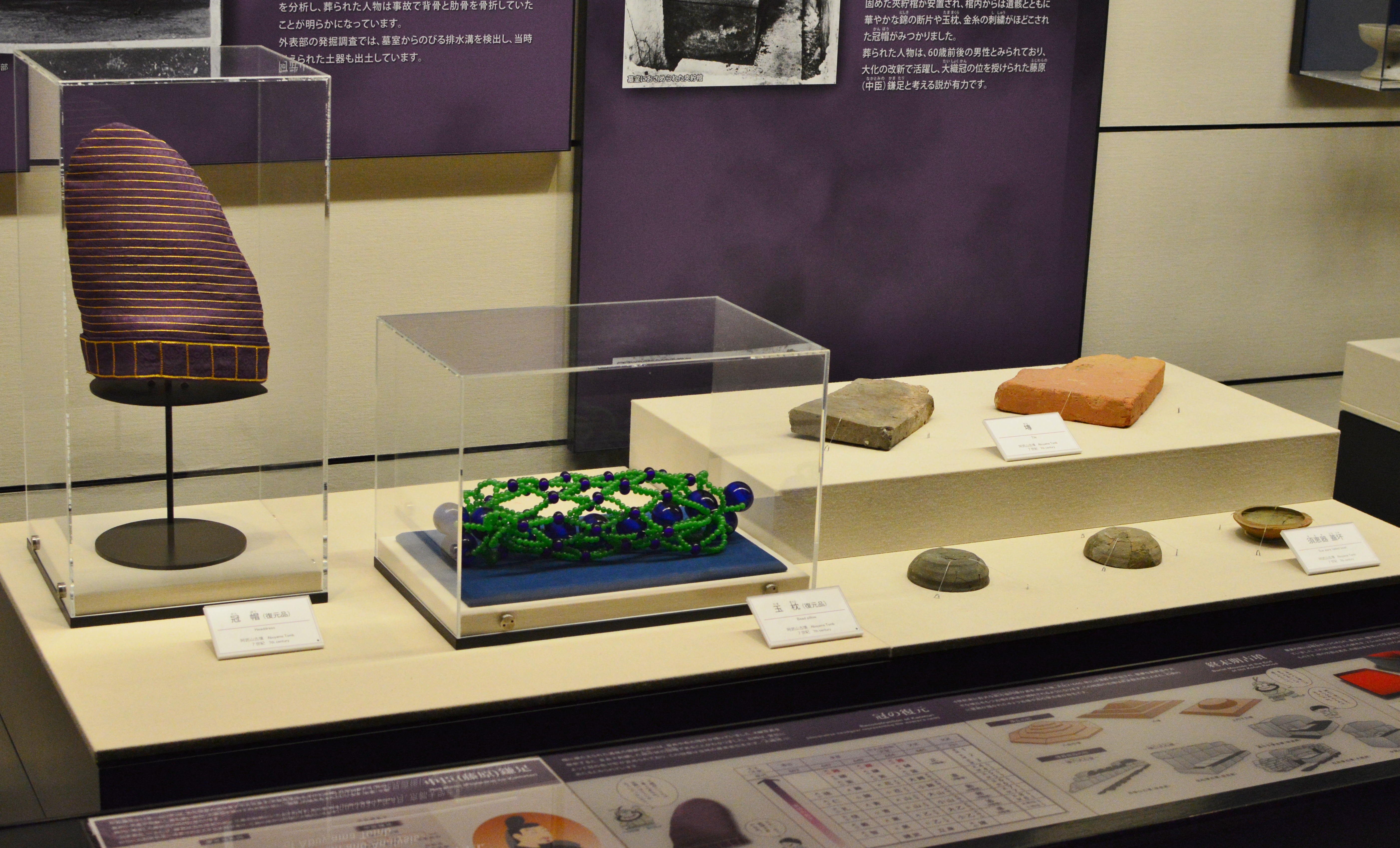
Reconstitutions de la coiffe en tissu précieux et fils d'or et du coussin de perles de verre trouvés dans le kofun d'Abuyama.

## Analyse aux rayons X
En 1982, on a retrouvé dans l’observatoire sismique la plaque originale d'une photographie radiographique prise avant la fin des travaux archéologiques. En 1987, les résultats de l'analyse ont montré une fracture de la colonne vertébrale, traitée du vivant de la personne qui a dû rester alitée, et la blessure a connu des complications. De plus, considérant qu'elle a été enterrée dans un cercueil couvert de laque et qu'on a utilisé beaucoup de perles de verre, la personne enterrée est probablement une personne de haut rang.
La blessure, le mobilier funéraire, les tissus et bijoux semblent confirmer l'identification avec Fujiwara no Kamatari.
D'autres théories existent, qui identifient le défunt à Soga no Kurayamada no Ishikawa no Maro ou Abe no Uchimaro.

## Protection
Le kofun d'Abuyama est classé « site historique national ».